# あたらしい朝
『あたらしい朝』（あたらしいあさ）は、黒田硫黄による漫画。『月刊アフタヌーン』（講談社）において2006年9月号から連載開始、不定期な掲載を経て2010年12月号にて完結した。単行本は全2巻。

## あらすじ
1930年代のドイツ。ナチスの裏金7万5千マルクが入った黒いカバンをうっかりネコババしてしまった2人の不良青年・マックスとエリックは、ほとぼりを冷ますために兵役に就く。しかし、折りしも戦争が始まってしまい、2人の人生の歯車は大きく狂っていく。

## 登場人物
多数の人物が登場するが、ここでは複数の話に登場する人物を解説する。
マックス・ミッケル
本作の主人公、チンピラをしていたがエリックと共に大金の入った黒いカバンをネコババし、持ち歩いている途中に入ったパン屋で偶然に幼馴染のベルタと再会する。物事を行き当たりばったりで決める性格で、カバンをその日のうちにベルタに託してしまったり、ベルタと再会して3日目に告白をしてしまう。ドイツがポーランドに侵攻した日にカバンを埋めて隠した後にエリックと共にドイツ海軍に志願し、2年後に1等兵となり仮装巡洋艦「トール」乗組みになってしまった事を手紙でベルタに伝えている。以後、手紙の中で「カバン＝黒くて大きいモグラ」として扱っている。「トール」の艦首1番砲の装填係。
エリック・エルネマン
1話の終盤でドイツ海軍に志願後に行方が判らなくなっていたが、後にドイツのタンカー「ウッカーマルク」乗組みになっていた事が6話で判明する。
ベルタ
実家のパン屋「ベーカリー・インマーマン（Bakerei・Immermann）」で働くマックスの幼馴染の女性。中学校卒業後にベルリンの高校に進学したが、予備役だった兄がパン中隊に召集が来た為に休学して店を手伝っている。建て増し中の倉庫の地面に3人でカバンを埋め、その事が3人の共通会話となっている。3話でマックスにクリスマスのお祝いにシュトレンを小包で送ると共に、カバンを別の場所に移したことを手紙で伝えてマックスをやきもきさせた。
中尉
2話目から登場。ツァイス社のレンズを作中のいたる所で褒めている。
班長
マックスの上官で2話目から登場。頬張った顔に丸メガネをかけた男性。性格は謹厳実直で規律に厳しいが、部下思いの良い上司である。18歳の頃から海軍に入っており、「トール」の前は駆逐艦に乗っていたらしく、駆逐艦時代の食事が凄く不味かった事を部下に愚痴っていた。既婚者で3話冒頭で息子からの手紙を読むカットがあり、6話でエッカルトという名であることが判明した。
キムヒ上等兵
マックスの上官で2話目から登場。女性にもてないらしく4話でマックスに愚痴り、ユッケと口論になる。女性からの手紙は来る宛がないらしい。勧められると断れない性格で、5話でジャワに上陸した時に女の子に勧められるままサルを買わされたり、6話でマックスに勧められて下士官候補にされてしまった。
ハンスヒェン
マックスの戦友で2話目から登場。三角眉毛で目が小さい頬張った顔の男。実家は田舎らしく口調に訛りがあり、畜業の事をよく話題にしている他、家族からの手紙にも牛が写っているほど。
ユッケ
マックスの戦友で2話目から登場。冒頭でイギリス海軍の軽巡洋艦から砲口を向けられている時に関係を持っているらしき女性の名前を心の中に挙げて祈っていた。3話でキムヒから13人もの女性から小切手入りの手紙を送られている事をバラされ、4話でとうとうキムヒと口論になる。
ベック電気兵曹
5話で登場した「トール」の電気課の技術兵。インゲという名の放浪癖の妹がジャワにいるらしい。「トール」がジャワに立ち寄った時は書類整理で上陸できなかった。
グスタフ氏
6話で登場した横浜で「グスタフ商会（A.V.GUSTAV.）」という名の商社を経営する恰幅の良い禿頭の男性。元軍人で第一次世界大戦時に青島で捕虜になった経験があり、奉公先の主人に店を任された後、6年前に妻を迎えた翌年に長男ミヘルをもうける。
ヴィルヘルム
1話で登場。マックスとエリックの兄貴分。エリックに戦争前に志願兵になれば兵役期間が短縮されることをアドバイスした。
エルシー・シュリヒター
1話で登場。ナチスの党幹部の妻。夫が出張に出かけている間にエリックとマックスを家に呼び込んで浮気をしていた。事前に内密と言いながらウィルヘルムとエリックに、夫が集めた裏金が運び人が失くした事を喫茶店でバラすそそっかしい性格。3話でマックスに送った手紙でフルネームが判明した。
ナチス党幹部の男
1話で登場。禿頭のメガネの中年男性。ナチスの党幹部。出張中に妻に浮気された上に、不在時に裏金を失くすミスをする。
マックスの兄
3話で登場。本名ミヒャルト・ミッケル。メガネをかけた肥えた男。マックスが海軍に志願することを家族に告げた時に酒を飲みながら弟へ説教し、銀行家であることを自慢していたが実際は銀行員。マックスの手紙でも便箋を4枚も使って説教している。

## サブタイトル一覧
第1巻
- 第1話 「あたらしい海」
- 第2話 「最初の船」
- 第3話 「3つの手紙」
- 第4話 「南の星」
- 第5話 「ジャワの妹」
- 第6話 「再開」
- 第7話 「燃える空」

単行本には数ページの描き下ろし漫画も掲載されている。
第2巻
- 第8話 「おもちゃの兵隊」
- 第9話 「遠い知らせ」
- 第10話 「天国と地獄」
- 第11話 「地獄の契約」
- 第12話 「あふれる」
- 第13話 「穴の中に入っていく」
- 第14話 「ひとりだけ汗くさい」
- 第15話 「るり子の一日」
- 最終話 「それから」

## 書誌情報
- 黒田硫黄 『あたらしい朝』 講談社〈アフタヌーンKC〉、全2巻
  1. 2008年8月22日発売[1]）、ISBN 978-4-06-314523-6
  2. 2010年11月22日発売[2]）、ISBN 978-4-06-314555-7